# Baggara
Baggara eller Baqqarah (arabisk: البقارة) er afrikanske beduinfolk, der lever som nomader i det område, som strækker sig mellem Tchadsøen og Nilen. De er visse steder også kendt som shuwa-arabere. I dag bor medlemmer af gruppen indenfor grænserne af de moderne stater: Sudan (særligt Darfur), Niger, Tchad, Cameroun, Nigeria, Egypten og den Centralafrikanske republik. Baggara har traditionelt ernæret sig som kvæghyrder, som har bedrevet en sæsonbetonet vandring mellem græsningsområder og floddale; afhængige af regntid og tørtid. Størsteparten taler shuwa-dialekten en af de mange regionale varianter af arabisk.

## Stammer
Baggara er en samlebetegnelse for en varieret folkegruppe, som omfatter flere forskellige stammer, heriblandt Rizeigat, Ta’isha, Habbaniya i Darfur, og Misseiria, Humur og Hawazma i Kordofan. Misseiriastammen fra Jebel Mun taler det nilo-sahariske tama eller miisiiriisprog. Betegnelse baggara dækker snarere over en livsform frem for en særlig etnisk gruppe.

## Historie
Baggara er næsten udelukkende muslimer og er formentlig delvis efterkommere af de arabisktalende stammer, der slog sig ned i regionen mellem 14. og 18. århundrede, som igen oprindeligt stammede fra Juhaynafolket i Libyen. Da disse hyrdefolk slog sig ned længere mod syd, hvor regnmængden var større, begyndte de med tiden at opdrætte kvæg i stedet for kameler som traditionelt. Den foretrukne kvægrace blev kaldt Baggara, en variant af det afrikanske zebukvæg, og dette navn blev efterhånden overført til de arabisktalende hyrder syd for Jebel Marra; navnet betyder således kvægfolket. De arabere, som blev boende i ørkenområdet mod nord kom til at hedde Abbala, som betyder kamelfolket, efter deres foretrukne dyr.
Baggara i Darfur og Kordofan var kernetropperne i Mahdi-opstanden i 1880'erne mod det Tyrko-egyptiske styre i Sudan. Mahdiens, Muhammad Ahmad, næstkommanderende Khalifa Abdallahi ibn Muhammad, var selv af baggara-afstamning og tilhørte ta'aisha-stammen. I Mahdi-perioden (1883-98) emigrerede titusindvis af baggara til Omdurman og det centrale Sudan, hvor de supplerede Mahdi-hæren med mange soldater. Efter nederlaget til britiske kolonitropper ved Karari i 1898 vendte mange tilbage til Darfur og Kordofan. Under deres styre i Sudan, benyttede briterne indirekte kontrol af lokalbefolkningen, og hver af de større baggarastammer blev derfor regeret af dens egen leder, kaldet Nazir. Størstedelen af dem var loyale støtter af Sudans dominerende Umma-parti; siden 1960'erne er det parti blevet ledet af Sadiq el Mahdi.
De største baggara-stammer blev tildelt "hawakir" (forleninger) af Darfurs sultaner, af fur-afstamning, i 1750’erne; denne forbindelse kan være grunden til at de fire største baggara-stammer i Darfur -- Rizeigat, Habbaniya, Beni Halba og Ta’isha – kun har været meget lidt involveret i Darfur-konflikten. Derimod har mange baggara været stærkt involveret i andre konflikter i både Sudan og i Tchad. I 1985 begyndte Sudans regering bl.a. at bevæbne medlemmer Rizeigat fra det sydlige Darfur Missiriya og Hawazma fra naboregionen Kordofan, som dannede militsgrupper som skulle bekæmpe Sudan People's Liberation Army i forbindelse med 2. sudanske borgerkrig. I Darfur blev en ny Benni Halba militisgruppe dannet på regeringens initiativ i 1990-91, ligeledes som led led i kampen mod SPLA. I midten af 1990’erne har de fleste baggara-grupper imidlertid indgået forskellige fredsaftaler med SPLA, og baggara lederne udtalte efterfølgende, at de ikke havde nogen interesser i at deltage i denne konflikt.[kilde mangler]
Mellem de primært nomadiske baggara-folk og deres fastboende nabofolk har der ofte været spændinger, som ind i mellem resulterede i voldelige sammenstød. Baggrunden har i de fleste tilfælde været kampen om adgangen til naturressoucer og vand. I sidste halvdel af 20. århundrede har baggaraernes leveområder været påvirket af klimaforandringer, der har betydet at regnmængden er faldet og at ørkenen derfor har bredt sig. Samtidig har regionen været præget af overbefolkning, og disse faktorer har til sammen betydet, at medlemmer af baggara har tilsluttet sig de janjaweedmilitser, som har begået omfattende overgreb på de øvrige etniske grupper i Darfur og Tchad i forbindelse med Darfur-konflikten.